# Цивільне управління земель Волині та Подільського фронту
Цивільне управління земель Волині та Подільського фронту (пол. Zarząd Cywilny Ziem Wołynia i Frontu Podolskiego) — польське адміністративне утворення, що виникло на основі Волинського адміністративного округу за наказом головного командування польських військ від 17 січня 1920 та розпорядженням Ю. Пілсудського. Територіально поділялося на дві округи Волинську та Подільську, а також делегатури при командуваннях фронтів.
Інша назва — Комісаріат земель Волині та Подільського фронту (пол. Komisariat Ziem Wołynia i Frontu Podolskiego).

## Історія
Формування польського державного апарату влади на Волині розпочалося навесні 1919 р. Міжнародно-правовий статус західноукраїнських земель на той час ще не був до кінця визначений. Відкритим залишалося питання кордонів новоствореної Польської держави. Польська правляча еліта на чолі з Начальником держави Ю. Пілсудським не приховувала того, що Польща прагнутиме до реалізації ідеї «об’єднання польських земель», у тому числі через поглинання «східних кресів». У середині травня польська армія розпочала наступ на Волинь. Війська Директорії чинили запеклий опір, одначе вже 29 травня 1919 р. до Луцька вступили передові частини 13-ї Польської дивізії. Упродовж весни-літа 1919 р. польські війська завоювали Володимир-Волинський, Ковельський та частину Луцького повіту колишньої Волинської губернії. Однією з перших інституцій, яка б уособлювала польську владу на зайнятих територіях, стало Цивільне управління східних земель.
Стрімкий наступ Червоної Армії на початку червня 1920 р. призвів до того, що більшовики на початку липня вступили на територію Волині. Це спричинило евакуацію всіх польських адміністративних структур із краю.
З вересня 1920 р. внаслідок успішного контрнаступу польських військ у ході польсько-більшовицької війни Червона Армія відступила на лінію Коростень—Житомир—Бердичів. Поляки повернули контроль над більшою частиною території Волині. 
Наказом Верховного головнокомандування від 17 січня 1920 з Цивільного управління східних земель виділилося Цивільне управління земель Волині та Подільського фронту у складі Волинської (9 повітів) і Подільської (4 повіти) округ.
Навесні 1920 кількість повітів у Волинській окрузі збільшилася. До неї на короткий час увійшов Старокостянтинівський повіт, а 15 березня 1920 з п'ятьох колишніх волостей  Рівненського повіту (Висоцької, Домбровицької, Любиковицької, Немовицької i Вирівської) та трьох волостей Овруцького повіту (Кисорицької, Олевської і Юрівської) було утворено Сарненський повіт.
15 травня 1920 р. Старокостянтинівський повіт перейшов від Волинської округи до Подільської.
1 червня 1920 р. Володимир-Волинський, Ковельський, Луцький, Дубенський і Рівненський (у межах із 1 серпня 1914 р.) разом з уже включеною до Рівненського повіту частиною Острозького повіту та північно-західною частиною Кременецького повіту виділено зі складу Цивільного управління земель Волині та Подільського фронту і передано під управління безпосередньо уряду Другої Польської Республіки.
Одночасно з розбудовою структур державної адміністрації на Волині формується система правоохоронних органів. Важливі юридичні документи, які регулювали діяльність поліційних підрозділів у 1919–1920 роках, уміщено у збірнику нормативно-правових актів «Dziennik Urzędowy Zarządu Cywilnego Ziem Wołynia i Frontu Podolskiego» (Офіційний вісник Цивільного управління земель Волині та Подільського фронту).